# Desafio Nacional Acadêmico
O Desafio Nacional Acadêmico (DNA) é a maior olimpíada de conhecimento realizada pela Internet no Brasil. A competição de conhecimento que existe desde 2006 é realizada inteiramente online, seguindo a metodologia webquest. O desafio é organizado pelo Projeto Nacional de Educação a Distância (ProNEAD). Os soma do número de participantes nos últimos 15 anos é expressiva, superando os 54.000 professores e 452.000 alunos.
Entre seus objetivos, destaca-se o de levar seus participantes a ampliarem seus conhecimentos, desenvolvendo a criatividade, a noção de liderança, o trabalho em equipe, a tomada de decisão e o espírito empreendedor.

## Categorias
A competição possuí três (3) categorias: Ensino Fundamental (5o a 9o anos), Ensino Médio e Categoria Aberta. Na categoria aberta, quaisquer pessoas podem participar, incluindo universitários. Toda equipe deveria ser formada por no máximo cinco pessoas.

## Como Funciona
O desafio está estruturado em duas fases, realizadas em finais de semana consecutivos. A primeira consistia em 110 desafios e 4 tarefas extras; a segunda, em um Enigma Final.

### 110 Desafios
Os 110 Desafios são divididos igualmente em 11 áreas de conhecimento, a saber: meio ambiente, música, idiomas, profissões, tecnologia, esportes, direito, raciocínio lógico, curiosidades, atualidades e um tema surpresa. Todos os desafios podem conter áudio, vídeo, fotos ou jogos multimídia. A equipe que concluir o maior número de tarefas extras, solucionar o máximo de desafios e desvendar o enigma final dentro do prazo estabelecido se consagrava campeã.
Os desafios extras são os primeiros a serem lançados na rede. Eles não são obrigatórios, mas contam pontos para o resultado final. Já os 110 desafios precisam obrigatoriamente ser respondidos por todas as equipes inscritas. Cada uma das 11 etapas é  composta por 10 desafios. A equipe somente  passava ao próximo desafio se responder corretamente o desafio daquele momento. Era permitido tentar de novo indefinidas vezes. Se a equipe quiser desistir de um dos desafios, ela deve clicar no botão "Desisto!", perdendo 10% da pontuação pelo desafio não-resolvido.
Ao final do prazo definido para a resolução dos desafios o sistema calcula a média de pontuação de todas as equipes. Somente as equipes que tiverem a pontuação igual ou acima da média nacional participavam  do enigma final.

### Enigma Final
O enigma final é lançado no ar às 9 da manhã, no horário do terminal central, em Brasília. Conforme passa o tempo, a quantidade de pontos recebida pela resolução do enigma vai diminuindo, de acordo com a tabela abaixo.
- 09:00:00 a 10:00:00 - 25.000 pontos
- 10:01:00 a 11:00:00 - 23.000 pontos
- 11:01:00 a 12:00:00 - 21.000 pontos
- 12:01:00 a 13:00:00 - 19.000 pontos
- 13:01:00 a 14:00:00 - 17.000 pontos
- 14:01:00 a 15:00:00 - 15.000 pontos
- 15:01:00 a 16:00:00 - 13.000 pontos
- 16:01:00 a 17:00:00 - 11.000 pontos
- 17:01:00 a 18:00:00 - 9.000 pontos
- 18:01:00 a 19:00:00 - 7.000 pontos
- 19:01:00 a 20:00:00 - 5.000 pontos
- 20:01:00 a 21:00:00 - 3.000 pontos
- 21:00:00 em diante  - 1.000 pontos

## Ligações Externas
- Site oficial do Desafio Nacional Acadêmico